# Spokane Velocity
Lo Spokane Velocity è una società calcistica statunitense con sede a Spokane, nello stato di Washington, e che disputa le proprie partite interne presso lo One Spokane Stadium, impianto da 5.000 posti a sedere.
Dal 2024 milita nella USL League One, campionato professionistico di terzo livello, nel quale ha raggiunto la finale per il titolo nell'anno del debutto.

## Storia
Nel marzo 2021 la USL annunciò la nascita di un nuovo club che avrebbe partecipato al campionato di USL League One in un nuovo stadio da 5.000 posti situato nel comune di Spokane. Il progetto definitivo per il nuovo impianto venne approvato nel maggio dello stesso anno e nell'ottobre del 2022 venne annunciato che il nuovo club avrebbe debuttato nel campionato di terza serie a partire dalla stagione 2024.
Il nome ufficiale del club, Spokane Velocity FC, venne ufficializzato il 21 luglio 2023, mentre il 15 novembre 2023 Leigh Veidman divenne il primo allenatore della storia del neonato club.
La prima partita della storia fu una sconfitta per 3-1 contro il Greenville Triumph, mentre la settimana successiva, dinanzi a uno stadio gremito in ogni ordine di posto, la squadra fece il suo debutto casalingo sconfiggendo per 2-1 il Richmond Kickers.
La prima stagione si conclude con la qualificazione ai playoff grazie al settimo posto in classifica. Nei play-off il Velocity si impone in trasferta sui campi del Northern Colorado Hailstorm e del Forward Madison raggiungendo così la finale dove viene però sconfitto con un netto 3-0 dall'Union Omaha.

## Stadio
Il club disputa le proprie partite casalinghe presso il One Spokane Stadium capace di contenere fino a 5.000 persone.